# Episodi de Il commissario Lanz (decima stagione)
La decima stagione della serie televisiva Il commissario Lanz è stata trasmessa in prima visione assoluta in Svizzera su SRF 1 dal 20 agosto al 17 settembre 2019 e in Germania su ZDF. 
In Italia, la serie è stata trasmessa in prima visione assoluta su Rai 2 dal 2 novembre 2023 al 28 agosto 2024.
| n° | Titolo originale   | Titolo italiano     | Prima TV Svizzera | Prima TV Italia |
| -- | ------------------ | ------------------- | ----------------- | --------------- |
| 1  | Justitias Zuhälter | L'apparenza inganna | 20 agosto 2019    | 2 novembre 2023 |
| 2  | Gier               | Avidità             | 27 agosto 2019    | 9 novembre 2023 |
| 3  | Lockvogel          | L'esca              | 3 settembre 2019  | 25 agosto 2024  |
| 4  | Fremder Sohn       | Infanzia rubata     | 10 settembre 2019 | 27 agosto 2024  |
| 5  | Schöner Schein     | Appartamento 106    | 17 settembre 2019 | 28 agosto 2024  |

## L'apparenza inganna
- Titolo originale: Justitias Zuhälter
- Diretto da:
- Scritto da:

## Avidità
- Titolo originale: Gier
- Diretto da:
- Scritto da:

## L'esca
- Titolo originale: Lockvogel
- Diretto da:
- Scritto da:

## Infanzia rubata
- Titolo originale: Fremder Sohn
- Diretto da:
- Scritto da:

## Appartamento 106
- Titolo originale: Schöner Schein
- Diretto da:
- Scritto da: